# Масляный (приток Оловы)
Масляный — ручей в России, протекает по межселённой территории Онежского района Архангельской области. Длина ручья — 15 км.

## Общие сведения
Ручей берёт начало из болота Конгосподский Мох на высоте 197 м над уровнем моря и далее течёт преимущественно в северо-западном направлении по заболоченной местности.
Ручей в общей сложности имеет три малых притока суммарной длиной 3,5 км.
Устье ручья находится в 7 км по левому берегу реки Оловы, притока реки Илексы, впадающей в Водлозеро.
Населённые пункты на ручье отсутствуют.
Код объекта в государственном водном реестре — 01040100312202000016324.